# Marquesat de Lamadrid
El marquesat de Lamadrid és un títol nobiliari espanyol creat pel rei Alfons XIII a favor d'Eusebio López y Díaz de Quijano, financer català, mitjançant reial decret del 7 de març de 1921 i despatx expedit el 14 de juny del mateix any.

## Marquesos de Lamadrid
|                         | Titular                                          | Període                 |
| Creació per Alfons XIII | Creació per Alfons XIII                          | Creació per Alfons XIII |
| ----------------------- | ------------------------------------------------ | ----------------------- |
| I                       | Eusebio López y Díaz de Quijano                  | 1921-1937               |
| II                      | Claudio López de Lamadrid y Sert                 | 1951-1991               |
| III                     | Francisco Javier López de Lamadrid y Satrústegui | 1992-2018               |
| IV                      | Jacobo López de Lamadrid y Tey                   |                         |

Eusebio López i Díaz de Quijano fou el I marquès de Lamadrid, i el primer president del Comitè Olímpic Espanyol. Es va casar amb Maria de les Mercedes Sert i Badia. El 8 de juny de 1951 li va succeir el fill, Claudi López de Lamadrid i Sert, II marquès de Lamadrid. Aquest es va casar, el 1930, amb Marta Satrústegui i Petit-Meurville (m. Barcelona, 5 de juliol de 2009), filla de Jorge Satrústegui. El 16 de novembre de 1992, prèvia ordre del 13 d'octubre del mateix any perquè s'expedeixi la corresponent carta de successió (BOE del 5 de novembre), li va succeir el fill.
Francisco Javier López de Lamadrid i Satrústegui (m. Barcelona, 30 d'octubre del 2018), III marquès de Lamadrid.) Aquest es va casar amb Carmen Morante i Pascual. El 21 de novembre del 2019, prèvia ordre del 18 de setembre perquè s'expedeixi la corresponent carta de successió (BOE de l'1 d'octubre), li va succeir el seu net, fill de Claudio López Lamadrid i de la seva esposa Miriam Tey: Jacobo López de Lamadrid i Tey, IV marquès de Lamadrid. Aquest es va casar amb Karla Puyol i Robert.